# Reactieve destillatie

Schematische voorstelling van een reactievedestillatiekolom voor de verestering van een carbonzuur met een alkanol. Het middenste deel van de kolom is de reactiezone waarin de katalysator zich bevindt. Bovenaan wordt de carbonzuurester afgescheiden van zwaardere componenten en onderaan wordt water afgescheiden van lichtere componenten.

Reactieve destillatie is een procestechniek waarbij in één apparaat zowel een chemische reactie als een scheiding door destillatie gebeurt. Het is een voorbeeld van procesintegratie: in plaats van een chemische reactor gevolgd door een destillatiekolom, heeft men slechts één apparaat nodig. Zo kan men besparen op het vlak van materiaal en energie. Een reactievedestillatiekolom is wel complexer dan een conventionele kolom en stelt uitdagingen op het vlak van ontwerp, materialen, bedrijfsvoering en controle. De techniek wordt daarom nog niet veel toegepast op industriële schaal.
De combinatie van reactie en destillatie in één apparaat is lang niet altijd mogelijk. Een belangrijke voorwaarde is dat de temperatuur waarbij de scheiding door destillatie van de reactiecomponenten gebeurt, in hetzelfde temperatuursgebied moet liggen als de reactietemperatuur. Reactieve destillatie is nuttig voor evenwichtsreacties; door de continue verwijdering van de reactieproducten uit de reactiezone is een hogere omzetting mogelijk dan in een normale reactor. Ook kunnen azeotropen die bij de reactie optreden gebroken worden. Onder meer veresterings- en omesteringsreacties zijn geschikt om met reactieve destillatie uitgevoerd te worden.
Een typische reactievedestillatiekolom is opgebouwd uit verschillende secties. Bovenaan gebeurt de "rectificatie" van de lichte (laagkokende) reactieproducten, onderaan de "stripping" van de zware (hoogkokende). Daartussen is de reactiezone waarin de eigenlijke reactie plaatsvindt. De katalysator is hier aanwezig, gewoonlijk als pakking van de kolom. Voor veresteringsreacties is dit bijvoorbeeld een ionenwisselaarhars. De figuur hiernaast toont een schematische voorstelling van een reactievedestillatiekolom voor de verestering van een carbonzuur met een alkanol.

## Voorbeelden
- Verestering: methylacetaat uit methanol en azijnzuur in het Eastmanproces[1] of n-butylacetaat uit n-butanol en azijnzuur[2]
- Omestering: Difenylcarbonaat door omestering van dimethylcarbonaat met fenol[3]
- Dehydratie: Productie van isobuteen uit tert-butanol[4]
- De splitsing van cumeenhydroperoxide in aceton en fenol[5]